# 美濃加茂市
美濃加茂市（日语：／ Minokamo shi */?）為日本岐阜縣南部的市。誕生于1954年（昭和29年）4月1日 ，由太田町、古井町、山之上村、蜂屋村、加茂野村、伊深村、三和村、下米田村、和知村合併而成。現任市長為渡邊直由。

## 地理

### 相鄰的自治体
- 關市、可兒市
- 加茂郡七宗町、坂祝町、富加町、川邊町、八百津町
- 可兒郡御嵩町

## 外部連結
- 日本昭和村